# David Alexander González
David Alexander González (11 de octubre de 1988, Loja, Ecuador) es un futbolista ecuatoriano. Juega de volante y su equipo actual es la Liga Deportiva Universitaria de Loja de la Serie A de Ecuador. 

## Clubes
| Club         | País    | Año           |
| ------------ | ------- | ------------- |
| Liga de Loja | Ecuador | 2006-presente |

- Datos: Q5799782